# セバスティアン・ユング
セバスティアン・ユング（Sebastian Jung, 1990年6月22日 - ）は、西ドイツ・ヘッセン州Königstein im Taunus出身のサッカー選手。ポジションはDF。カールスルーエSC所属。

## 経歴
1998年からアイントラハト・フランクフルトのユースチームでプレーし、2008年にトップチーム昇格した。右サイドバックで定位置を掴み、「代表ではフィリップ・ラームに次ぐ」と評価されるなど頭角を表した。
2014年5月22日、VfLヴォルフスブルクへの移籍が発表された。
2019年6月23日、ハノーファー96に1年契約で移籍した。
2020年9月22日、カールスルーエSCに1年契約で加入した。

## 代表歴
ドイツ代表として各年代でプレーし、2009 FIFA U-20ワールドカップに出場した。
2014年5月13日に行われたポーランド代表との親善試合でA代表初出場を果たした。

## 所属クラブ
- アイントラハト・フランクフルトⅡ 2008-2009
- アイントラハト・フランクフルト 2009-2014
- VfLヴォルフスブルク 2014-2019
- VfLヴォルフスブルクⅡ 2016-2018
- ハノーファー96 2019-2020
- カールスルーエSC 2020-

## タイトル
クラブ
VfLヴォルフスブルク
- DFBポカール 2014-15
- DFLスーパーカップ 2015